# Jacques Delamain
Jacques Auguste Henry Delamain meist Jacques Delamain (* 20. Dezember 1874 in Jarnac; † 5. Februar 1953 in Saint-Brice) war ein französischer Ornithologe, Vogelschützer und Verlagsunternehmer.

## Leben und Wirken

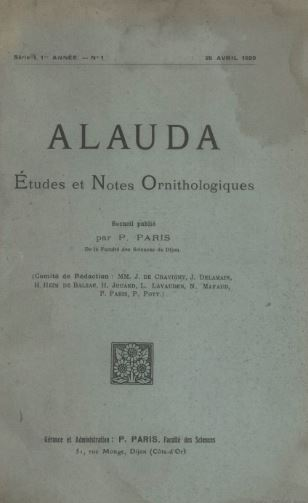
Titelblatt der ersten Ausgabe von Alauda

Sein Vater, ein Händler, hieß Philippe Henry Albert Delamain, seine Mutter Elisabeth Adrienne geb. Hine.
Schon im frühen Alter von sieben Jahren interessierte er sich für Vögel. Auf Betreiben von Jérôme Tharaud (1874–1953), der im Ersten Weltkrieg von 1914 bis 1917 ein Kamerad in Flandern war, publizierte er 1928 sein erstes Buch Pourquoi les oiseaux chantent. Das Buch, das von der Académie des sciences ausgezeichnet wurde, wurde ins Englische und Deutsche übersetzt, so dass es internationale Reputation erfuhr. Später erschienen Les Jours et les Nuits des Oiseaux, Les oiseaux s'installent et s'en vont und zwei Bände unter dem Namen Portraits d'oiseaux.  Ein dritter Band sollte folgen, blieb aber unvollendet. Die Tafeln zu diesen Werk lieferten die Künstler Roger Reboussin (1881–1965) und Jean de Bosschère (1878–1953).
Sicher setzte seine biologischen Forschung an veralteten Traditionen des Engländers Gilbert White (1720–1793) und des Franzosen Alphonse Toussenel (1803–1885) an. Trotzdem erweiterte er das ornithologische Wissen, in dem er mit unendlicher Geduld die Vögel des Département Charente studierte. So hat er beispielsweise neue Details zum Balzverhalten der Wiesenweihen beschrieben. Seine minutiösen Beobachtungen, auch der gängigsten Arten, brachten viele neue Details über deren Verhalten an den Tag.
Als ausgezeichneter Experte für bedrohte Arten schütze er diese vor Jägern und Sammlern und baute sein Haus zu einem regelrechten Vogelasyl aus. Er war immer bereit, sein Wissen weiterzugeben, und so kam z. B. James Jonas Walling (1924-) im Mai 1952 in den Genuss, bei ihm zu Hause in die Ornithologie eingeführt zu werden. Seine zahlreichen Vogelhäuschen zogen Wiedehopfe, Wendehälse und Hausrotschwänze an, während in der Nachbarschaft Berglaubsänger, Seidensänger und Ortolan nisteten.
Zusammen mit seinem Schwager Jacques Boutelleau, auch unter dem Namen Jacques Chardonne bekannt, und seinem Bruder Maurice Delamain (1883–1972) kauft er 1921 den Verlag Éditions Stock. Hier ermöglicht er seiner Frau Germaine (1876–1956) geb. Boutelleau, gemeinsam mit ihm Terres de silence (The Silent Places) und Une poursuite dans les terres de silence (The Silent Places) von Stewart Edward White (1873–1946), Les Enfants du zodiaque (Children of the zodiac) von Rudyard Kipling (1865–1936), Voisins mystérieux (Neighbours Unknown) von Charles George Douglas Roberts (1860–1943) sowie Portrait dans un miroir (Portrait in a Mirror) von Charles Morgan (1894–1958) einige Übersetzungen ins Französische zu publizieren. Gleichzeitig baut er eine naturwissenschaftliche Bibliothek auf, die sich heute in der 155 rue Saint Honoré in Paris befindet.
Als Paul Paris (1875–1938) im Jahr 1929 Alauda, eine ornithologische Fachzeitschrift, gründete, waren es Jacques de Chavigny (1880–1963), Paul Poty (1889–1962), Adrien Joseph Louis Lavauden (1881–1935), Noël Mayaud (1899–1989), Henri Heim de Balsac (1899–1979), Henri Louis Ernest Jouard (1896–1938), Delamain und Paris, die in der Redaktion saßen. Bei der Gründung der Sociéte d'études ornithologique am 25. März 1933 war Delamain eines der Gründungsmitglieder.  Damals lebte er in der Jarnac in der La Branderaie de Gardépée.

## Schriften (Auswahl)
- Becs-croisés en Charente en 1909. In: Revue française d'ornithologie. Band 1, Nr. 21, 1910, S. 325 (biodiversitylibrary.org).
- Note sur la migration de quelques oiseaux au printemps de 1911 et des années antérieures. Dates de passage de Turididés. In: Revue française d'ornithologie. Band 2, Nr. 28, 1911, S. 136–138 (biodiversitylibrary.org).
- Note sur la nidification du Moineau friquet. In: Revue française d'ornithologie. Band 2, Nr. 33, 1912, S. 225–226 (biodiversitylibrary.org).
- Note sur les arrivées et départs des Hirondelles et Martinets en Charente en 1911 et année précédentes. In: Revue française d'ornithologie. Band 2, Nr. 34, 1912, S. 231–233 (biodiversitylibrary.org).
- Reproduction des Becs-croisés en Charente au primtemps 1911. In: Revue française d'ornithologie. Band 2, Nr. 37, 1912, S. 298–302 (biodiversitylibrary.org).
- Reproduction des Becs-croisés en Charente au primtemps 1911. In: Revue française d'ornithologie. Band 2, Nr. 38, 1912, S. 322–325 (biodiversitylibrary.org).
- La migration en Charente au printemps de 1912. In: Revue française d'ornithologie. Band 2, Nr. 41-42, 1912, S. 377–380 (biodiversitylibrary.org).
- Arrivées des Hirondelles et de Martinets au printemps 1912 en Charente. In: Revue française d'ornithologie. Band 2, Nr. 41-42, 1912, S. 384 (biodiversitylibrary.org).
- Migration d'automne en 1912. In: Revue française d'ornithologie. Band 3, Nr. 45, 1913, S. 8–9 (biodiversitylibrary.org).
- Notes sur la migration au printemps de 1913. In: Revue française d'ornithologie. Band 3, Nr. 49, 1913, S. 69–71 (biodiversitylibrary.org).
- Pour la formation d'un Comité des Migration en France. In: Revue française d'ornithologie. Band 3, Nr. 50, 1913, S. 86–87 (biodiversitylibrary.org).
- Notes sur la migration au printemps de 1913 Avril-Mai. In: Revue française d'ornithologie. Band 3, Nr. 51, 1913, S. 110–112 (biodiversitylibrary.org).
- De l'intelligence dans les feintes des oiseaux. In: Revue française d'ornithologie. Band 3, Nr. 58, 1914, S. 238–240 (biodiversitylibrary.org).
- La Société Ornithologique de France. In: Revue française d'ornithologie. Band 6, Nr. 139, 1920, S. 145 (biodiversitylibrary.org).
- Au sujet de nos Migrateurs dans leurs quartiers d'hiver d'Afrique. In: Revue française d'ornithologie. Band 7, Nr. 152, 1921, S. 185 (biodiversitylibrary.org).
- Sur la migration en Charente en 1921. Migration de printemps. In: Revue française d'ornithologie. Band 7, Nr. 153, 1922, S. 196–199 (biodiversitylibrary.org).
- Notes sur la migration de printempa en Charente en 1926. In: Revue française d'ornithologie (= 2). Band 10, Nr. 206, 1926, S. 284–285 (bibliotheques.mnhn.fr).
- Le Cini Serinus canaria serinus (L.) en Charente. In: Revue française d'ornithologie (= 2). Band 11, Nr. 222, 1927, S. 339–341 (bibliotheques.mnhn.fr).
- Pourquoi les oiseaux chantent. Edité par Librairie Stock, Paris 1928.
- Le Moineau Soulcie en Charente. Sa distribution en France. In: Alauda. Band 1, Nr. 2, 1929, S. 59–63 (bibliotheques.mnhn.fr).
- Calendrier ornithologique - Les migrations de retour en mars 1929. In: Alauda. Band 1, Nr. 2, 1929, S. 100–101 (bibliotheques.mnhn.fr).
- Moeurs sexuelles de l'Accenteur Mouchet. In: Alauda. Band 1, Nr. 6, 1929, S. 266–269 (bibliotheques.mnhn.fr).
- Calendrier ornithologique - Notes sur l'hiver 1930-1931 en Charente. In: Alauda (= 2). Band 3, Nr. 2, 1931, S. 311–313 (bibliotheques.mnhn.fr).
- Jeune Torcols. In: Alauda (= 2). Band 3, Nr. 3, 1931, S. 451–452 (bibliotheques.mnhn.fr).
- Becs-croisés en Charentes. In: Alauda (= 2). Band 3, Nr. 3, 1931, S. 453 (bibliotheques.mnhn.fr).
- Départ hâtif des Martinets en 1931. In: Alauda (= 2). Band 3, Nr. 3, 1931, S. 456 (bibliotheques.mnhn.fr).
- Pies-grièches en Charente en 1931. In: Alauda (= 2). Band 3, Nr. 4, 1931, S. 585–586 (bibliotheques.mnhn.fr).
- Les Jours et les Nuits des Oiseaux. Edité par Librairie Stock, Paris 1932.
- Les Milans en Charente et Charente-Inférieure. Résponse à l'enquête ouverte dans Alauda. In: Alauda (= 2). Band 4, Nr. 4, 1932, S. 453 (bibliotheques.mnhn.fr).
- Huite jours dans les Alpes d'Innsbruck. In: Alauda (= 3). Band 6, Nr. 2, 1934, S. 218–221 (bibliotheques.mnhn.fr).
- Mouvements d'oiseaux dans le Sud-Ouest pendant l'hiver 1933-1934. In: Alauda (= 3). Band 6, Nr. 2, 1934, S. 260-211 (bibliotheques.mnhn.fr).
- Edmund Selous. In: Alauda (= 3). Band 6, Nr. 3, 1934, S. 388–393 (bibliotheques.mnhn.fr).
- mit Henri Louis Ernest Jouard: Notes sur la migration et la nidification du printemps. In: Alauda (= 3). Band 8, Nr. 3-4, 1936, S. 472–476 (bibliotheques.mnhn.fr).
- Sur la nidification domestique du Merle noir. In: Alauda (= 3). Band 8, Nr. 3-4, 1936, S. 487 (bibliotheques.mnhn.fr).
- mit Maurice Delamain: Le tambourinage des Pics. In: Alauda (= 3). Band 9, Nr. 1, 1937, S. 46–63 (bibliotheques.mnhn.fr).
- Portraits d'oiseaux avec 32 planches en couleurs de Roger Reboussin. Edité par Librairie Stock, Paris 1938.
- Les oiseaux s'installent et s'en vont illustrés par Jean de Bosschère. Edité par Librairie Stock, Paris 1942.